# Aikikai
Fundacja Aikikai (jap. 財団法人合気会 Zaidan-hōjin Aikikai) – organizacja, związana z japońską sztuką walki aikido, oficjalnie uznaną przez rząd japoński w 1940. Zgodnie z własnymi deklaracjami jest to organizacja „założona w celu przechowywania i promocji ideałów prawdziwego aikido, stworzonych przez Założyciela. (...) jest nadrzędną organizacją służącą rozwojowi i propagowaniu aikido na świecie.”  Aikikai jest często określana jako „parasol” dla organizacji narodowych oraz innych organizacji aikido. Siedziba główna, Aikikai Honbu Dōjō, znajduje się w Tokio. Swoją misję realizuje m.in. poprzez delegowanie instruktorów do krajów na całym świecie.
Po śmierci Kisshōmaru Ueshiby (syna i bezpośredniego następcy Morihei Ueshiby), kierownictwo organizacji przejął wnuk założyciela, Moriteru Ueshiba, który kieruje nią do dziś. Zgodnie z japońską tradycją, szefem-spadkobiercą (iemoto) szkoły sztuk walki (także w innych dziedzinach, np. teatru) często jest syn, rodzony lub adoptowany.  
Aikikai jest czasami określane, jako "styl aikido", lecz nie jest to poprawne. W ramach Aikikai można spotkać odmiany aikido bardzo różniące się między sobą technicznie. Każdy z uczniów Morihei Ueshiby miał własną interpretację jego sztuki, w wielu przypadkach wzbogaconą innymi wpływami. Jest to widoczne w dużej różnorodności technicznej wewnątrz organizacji.
Uznanymi przez Aikikai organizacjami polskimi są: Polskie Stowarzyszenia Aikido "Aikikai Polska", Polska Federacja Aikido, AAI-Polska, Birankai Polska oraz Centrum Aikido Aikikai Polska.